# Ubi primum (encíclica de 1847)
Ubi primum es una encíclica del Papa Pío IX publicada el 19 de junio de 1847; es la tercera encíclica del pontificado de Pío IX, y está dirigida a los superiores generales de las congregaciones religiosas y a los obispos de la Iglesia católica.
Este documento anuncia la creación de la nueva congregación romana dedicada a los regulares, además de entregar mayores exigencias para la admisión de candidatos a la profesión religiosa.